# Воспоминания золотой рыбки
«Воспоминания золотой рыбки» (англ. Goldfish Memory) — ирландский фильм 2003 года режиссёра Элизабет Гил.

## Сюжет
Фильм рассказывает о небольшой группе персонажей, вовлечённых в различные взаимоотношения. Любовь и дружба возникают и исчезают. Название фильма имеет в виду точку зрения, поддерживаемую некоторыми из героев, что золотые рыбки имеют память длиной три секунды. Том, один из главных персонажей, проводит сравнение между этим фактом и тенденцией людей заводить всё новые и новые знакомства, прекращая старые, забывая, какую боль они причинили в прошлом. Но смотря на эту тенденцию, многие находят настоящее счастье и готовы к продолжительным и стабильным отношениям.

## Актёрский состав
| В ролях         |  | Персонаж |
| --------------- |  | -------- |
| Шон Кемпион     |  | Том      |
| Фиона О'Шонесси |  | Клара    |
| Фиона Гласкотт  |  | Изольда  |
| Питер Гейнор    |  | Давид    |
| Кит МакЭрлин    |  | Ред      |
| Стюарт Грэхем   |  | Ларри    |

| В ролях          |  | Персонаж |
| ---------------- |  | -------- |
| Лиз Хернс        |  | Рози     |
| Джин Батлер      |  | Рене     |
| Жюстин Митчелл   |  | Кейт     |
| Айлинг О'Нил     |  | Хелен    |
| Демьен МакАдам   |  | Конзо    |
| Флора Монтгомери |  | Энджи    |

## Награды
Фильм получил следующие награды:
| Награды                                                      | Награды | Награды                                     | Награды                             | Награды          |
| ------------------------------------------------------------ | ------- | ------------------------------------------- | ----------------------------------- | ---------------- |
| Фестиваль / Премия                                           | Год     | Награда                                     | Категория                           | Победитель       |
| Cherbourg-Octeville Festival of Irish & British Film         | 2003    | Лучший фильм                                |                                     | Элизабет Гил     |
| Copenhagen Gay & Lesbian Film Festival                       | 2003    | Приз зрительских симпатий Приз жюри         | Лучший художественный фильм         | Элизабет Гил     |
| Créteil International Women’s Film Festival                  | 2004    | Graine de Cinéphage Award — Special Mention |                                     | Элизабет Гил     |
| Dallas OUT TAKES                                             | 2004    | Лучшая актриса                              |                                     | Флора Монтгомери |
| Кинофестиваль «Аутфест»                                      | 2003    | Приз зрительских симпатий                   | Outstanding Narrative Feature       | Элизабет Гил     |
| Paris Lesbian Film Festival                                  | 2004    | Приз зрительских симпатий                   | Лучший фильм                        | Элизабет Гил     |
| Peñíscola Comedy Film FestivalPeñíscola Comedy Film Festival | 2004    | Лучший режиссёр                             |                                     | Элизабет Гил     |
| Valladolid International Film Festival                       | 2003    | Приз зрительских симпатий                   | Meeting Point Section: Feature Film | Элизабет Гил     |
| Verzaubert — International Gay & Lesbian Film Festival       | 2003    | Rosebud                                     | Лучший фильм                        | Элизабет Гил     |